# Urjupinsker Tümmler
Urjupinsker Tümmler sind russische Tümmlertauben, die mit Astrachaner Tümmlern und Wolgatümmlern nah verwandt sind. Im Unterschied zu diesen sind die Urjupinsker Tauben größer und haben immer einen weißen Rücken. Die Iris der Augen ist gelblich.
Joachim Schütte beschreibt in seinem „Handbuch der Taubenrassen“ neben dem Urjupinsker Tümmler auch einen Belatschten Urjupinsker Tümmler: eine reine Ausstellungstaube, die nicht zum Flug verwendet wird. Beide Rassen werden auch „Jurupinsker“ genannt und wurden unter diesem Namen 1982 in Nürnberg ausgestellt.

## Urjupinsker Tümmler
Der Urjupinsker Tümmler ist eine mittelgroße, glattköpfige, geelsterte Tümmlertaube mit hellem Schnabel. Die Füße sind glockenförmig befiedert.
Bekannt ist eine blaugeelsterte Spielart mit weiß befiedertem Rücken (ohne Schulterherz), weißen Flügeln und weißem Unterleib, sowie weißer Fußbefiederung.

## Belatschter Urjupinsker Tümmler
Der Belatschte Urjupinsker Tümmler ist eine mittelgroße, glattköpfige Ausstellungstaube mit sich aufspaltender Elsterzeichnung ohne weiße Kopfabzeichen. Der Schnabel ist reichlich mittellang. Die Füße sind stark belatscht. Der Schwanz hat mehr als 14 Steuerfedern. Die Flügel werden hängend getragen.

## Weiterführende Literatur und Nachweise
- Bild eines Urjupinsker Tümmlers. Abgerufen am 19. August 2016.
- Синий голубь: урюпинские синие голуби. Abgerufen am 19. August 2016 (russisch, mit Bildern von Urjupinsker Tümmlern).

1. ↑  
Hans-Joachim Schille: Bildschöne Taubenrassen. von Aachener Bandkröpfer bis Züricher Weißschwanz (= Spezies in Farbe. Band 2). Karin Wolters, Sebnitz 2001, ISBN 3-9806312-2-2, Urjupinsker Tümmler, S. 364.
2. 1 2 3  
Joachim Schütte, Günter Stach, Josef Wolters: Handbuch der Taubenrassen. Josef Wolters, Bottrop 1994, ISBN 3-9801504-4-5, Russische Tümmler, S. 594 (Abschnitte zum Urjupinsker Tümmler und dem Belatschten Urjupinsker Tümmler).